# 蓮華寺 (台東区)

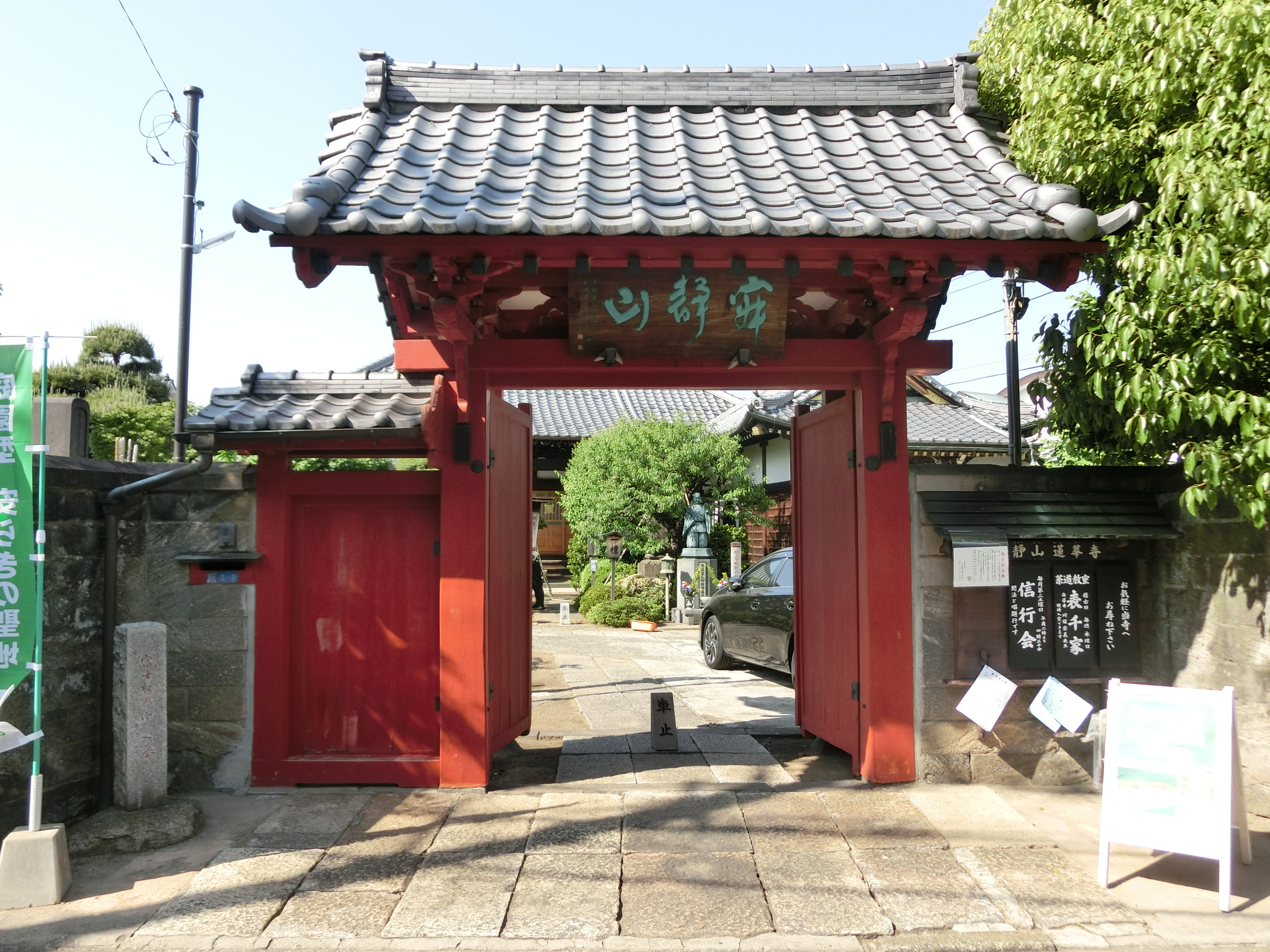
蓮華寺

蓮華寺（れんげじ）は、東京都台東区谷中にある日蓮宗の寺院。山号は寂静山。旧本山は大本山中山法華経寺、親師法縁。虫封の寺、鳥文斎栄之（浮世絵師）、富士松魯中（富士松節）の菩提寺として知られる。

## 歴史
中山法華経寺19世寂静院日賢の隠室が起源、寛永7年（1630年）常在院日在が創建した。現在の本堂は、文政年間（1818年－1830年）頃、勘定奉行の細田丹波守時敏が寄進したもの。また山門は赤門で明暦の大火、元禄地震、上野戦争、関東大震災、東京大空襲などを免れ現存する。

## 交通アクセス
- 千代田線根津駅より徒歩約7分（経路案内）。
- 日暮里駅より徒歩約13分（経路案内）。

## 参考資料
- 日蓮宗寺院大鑑編集委員会『宗祖第七百遠忌記念出版 日蓮宗寺院大鑑』大本山池上本門寺 (1981年)